# Roberto Stellone
Roberto Stellone (Roma, 22 luglio 1977) è un allenatore di calcio ed ex calciatore italiano, di ruolo attaccante, tecnico della Vis Pesaro.

## Caratteristiche tecniche

### Giocatore
Attaccante completo, mancino, poteva agire sia da centravanti sia da seconda punta: tra le sue qualità principali, tecnica e dribbling.

## Carriera

### Giocatore

#### Club
Figlio d'arte (suo padre Gaetano, barese, ha giocato come attaccante in Serie C negli anni settanta, vestendo anche le maglie di Pescara, Messina e Barletta) cresce calcisticamente nella Lodigiani: il suo esordio in prima squadra risale alla stagione 1993-94, quando scende in campo in un'occasione. Mai utilizzato l'anno seguente, nella stagione 1995-96 segna un gol in 18 presenze; nell'annata 1996-97 diventa titolare, disputa 31 partite e segna 16 reti.
Passato alla Lucchese, il 7 settembre 1997 esordisce in Serie B giocando l'incontro Genoa-Lucchese (1-1): colleziona 12 presenze in campionato, segnando una rete. Nel 1998 viene ceduto al Parma ma non riesce a debuttare in massima serie, così a gennaio 1999 torna in B al Lecce: totalizza 19 presenze e 6 reti, contribuendo alla promozione dei salentini.
Decide poi di rimanere nella serie cadetta, passando al Napoli: realizza 10 gol in 36 partite nel campionato 1999-00, conquistando un'altra promozione in A.
Il 30 settembre 2000 fa il suo esordio in Serie A (con gol) nella gara persa contro la Juventus (1-2), ma a causa di un infortunio nel corso della stagione colleziona solo altre due presenze in campionato e due in Coppa Italia, con la squadra partenopea che retrocede a fine anno. Rimasto al Napoli, nelle due stagioni seguenti 2001-02 e 2002-03 (in cui è anche capitano) mette a segno 19 reti in 51 incontri. Concluderà la sua avventura a Napoli con 33 goal in 102 partite tra Serie A, serie B e Coppa Italia.
Nel 2003-2004 torna a giocare in A: con la maglia della Reggina (coinvolto nello scambio che porta Gianluca Savoldi a Napoli) segna un gol in 16 presenze.
Nell'estate del 2004 si trasferisce al Genoa, dove giocando in coppia con Diego Milito segna 18 reti in 29 gare conquistando la promozione: lo scoppio del Caso Genoa però annulla la promozione, declassando il club ligure in Serie C. Stellone passa quindi al Torino (rifondato sotto la presidenza di Urbano Cairo): segna 7 reti in 31 partite, ottenendo la quarta promozione dalla B in sette anni (terza effettiva). In tre campionati con il Toro in Serie A gioca 82 gare, andando in rete per 9 volte: nel 2009, dopo la retrocessione dei granata e la scadenza del suo contratto con la società piemontese, si accasa al Frosinone dove trova Francesco Moriero come allenatore. Nella stagione 2009-2010 con le sue reti contribuisce alla salvezza dei gialloazzurri: a seguito della retrocessione della squadra in Lega Pro l'anno seguente, il 28 giugno 2011 annuncia il suo ritiro dal calcio giocato.

### Allenatore

#### Frosinone
Dopo essersi ritirato dal calcio giocato, diventa allenatore della squadra Berretti del Frosinone, vincendo lo scudetto di categoria 2011-2012. Il 14 giugno 2012 diventa allenatore della prima squadra. Nella sua prima stagione da allenatore centra un settimo posto, mentre nella stagione successiva arriva secondo in Lega Pro e ottiene la promozione in Serie B vincendo i play-off contro il Lecce. Il 16 maggio 2015 al termine del primo anno in Serie B riesce a far conquistare ai laziali, contro ogni pronostico, la prima promozione in Serie A con un turno di anticipo, vincendo in casa contro il Crotone per 3-1. Il 31 maggio 2015, in seguito alla prima storica promozione in Serie A del club giallo-azzurro, diventa cittadino onorario di Frosinone insieme al resto della squadra.. La stagione d'esordio in Serie A si rivelerà molto difficile poiché i ciocari non riusciranno mai a uscire dalla zona retrocessione per quasi tutto il campionato. Il 15 maggio 2016, in seguito alla retrocessione in Serie B, lascia la panchina dei Ciociari, dopo aver ottenuto la promozione in Serie B e successivamente quella storica in Serie A in soli quattro anni.

#### Bari
Il 4 luglio seguente diventa allenatore del Bari, in Serie B, firmando con i pugliesi un contratto biennale con opzione per il terzo anno.
Il 7 novembre viene esonerato avendo collezionato 16 punti in 13 partite.

#### Palermo
Il 28 aprile 2018 viene nominato nuovo tecnico del Palermo, subentrando a Bruno Tedino a quattro giornate dalla fine del campionato di Serie B 2017-2018, con la squadra seconda in classifica e in corsa per la promozione diretta, con una partita giocata in più rispetto al Parma. Conduce i rosanero al quarto posto e dunque ai play-off, dove il Palermo elimina in semifinale il Venezia, 1-1 a Venezia e Palermo 1 - Venezia 0 al Barbera, e approda alla finale con il Frosinone. Malgrado la vittoria per 2-1 all'andata al Barbera, il Palermo perde per 2-0 il ritorno allo Stirpe, fallendo quindi la promozione in Serie A. Stellone viene sollevato dall'incarico il 9 luglio, contestualmente al ritorno sulla panchina rosanero di Bruno Tedino. Il 26 settembre 2018 viene nuovamente chiamato a sostituire Tedino alla guida del Palermo, essendo ancora sotto contratto con la società rosanero. Dopo un buon avvio che vede il Palermo al primo posto alla fine del girone d'andata, il 23 aprile 2019 viene esonerato dopo l'1-1 casalingo contro il Padova, con la squadra al terzo posto a quattro giornate dal termine del campionato di Serie B.

#### Ascoli
Il 2 febbraio 2020 viene annunciato come nuovo allenatore dell'Ascoli, in quel momento a metà classifica in Serie B, con un contratto fino al 2021. Cinque giorni dopo il debutto pareggia per 2-2 con la Juve Stabia; seguono tre sconfitte e un altro pareggio che fanno scivolare la squadra in zona play-out. Il 16 aprile il club risolve il contratto unilateralmente,  poi il 29 maggio le parti trovano un accordo consensuale.

#### Arezzo
Il 18 gennaio 2021 viene nominato nuovo tecnico dell'Arezzo, in Serie C, sostituendo Andrea Camplone con la squadra all'ultimo posto a quattro punti dalla penultima. Nonostante un'ultima parte di torneo in ripresa non riesce ad evitare l'ultimo posto con la retrocessione in Serie D.

#### Reggina
Il 24 gennaio 2022 viene nominato nuovo tecnico della Reggina, in Serie B, sostituendo l'esonerato Domenico Toscano che lascia la squadra calabrese al quattordicesimo posto in classifica con 23 punti dopo 20 giornate. Sotto la guida di Stellone gli amaranto raccolgono 23 punti in 18 partite terminando il campionato al quattordicesimo posto con 2 punti di penalizzazione.

#### Benevento
Il 6 febbraio 2023 viene ingaggiato dal Benevento, penultimo in Serie B con 23 punti raccolti in altrettante partite, sostituendo l'esonerato Fabio Cannavaro. Cinque giorni dopo il debutto viene sconfitto dal Cagliari per 1-0.
Si rifà la settimana seguente vincendo contro il Brescia per 1-0. Il 10 aprile seguente rassegna le dimissioni dopo aver perso 3-1 in casa contro la SPAL lasciando la squadra sannita all’ultimo posto in classifica con 29 punti a cinque lunghezze dall’inizio della zona play-out.

#### Vis Pesaro
Il 31 marzo 2024, Stellone viene nominato nuovo tecnico della Vis Pesaro, terzultima in Serie C, con cui sottoscrive un contratto fino al 30 giugno 2026. Dopo la sconfitta al debutto con il Rimini, il 14 aprile ottiene la sua prima vittoria contro il Perugia (1-0). Termina la stagione regolare al quartultimo posto, accedendo così ai play-out, dove ha infine la meglio sulla Recanatese, in virtù del miglior piazzamento in classifica. Nel luglio del 2024, rinnova il proprio contratto con il club fino al 30 giugno 2028. Nella stagione seguente si piazza al sesto posto e ai play-off è eliminato al secondo turno per mano del Pescara.

## Statistiche

### Presenze e reti nei club
| Stagione         | Squadra          | Campionato       | Campionato | Campionato | Coppe nazionali | Coppe nazionali | Coppe nazionali | Coppe continentali | Coppe continentali | Coppe continentali | Altre coppe | Altre coppe | Altre coppe | Totale | Totale |
| Stagione         | Squadra          | Comp             | Pres       | Reti       | Comp            | Pres            | Reti            | Comp               | Pres               | Reti               | Comp        | Pres        | Reti        | Pres   | Reti   |
| ---------------- | ---------------- | ---------------- | ---------- | ---------- | --------------- | --------------- | --------------- | ------------------ | ------------------ | ------------------ | ----------- | ----------- | ----------- | ------ | ------ |
| 1993-1994        | Lodigiani        | C1               | 1          | 0          | CI-C            | 0               | 0               | -                  | -                  | -                  | -           | -           | -           | 1      | 0      |
| 1994-1995        | Lodigiani        | C1               | 0          | 0          | CI-C            | 1               | 1               | -                  | -                  | -                  | -           | -           | -           | 1      | 1      |
| 1995-1996        | Lodigiani        | C1               | 18         | 1          | CI-C            | 3               | 2               | -                  | -                  | -                  | -           | -           | -           | 21     | 3      |
| 1996-1997        | Lodigiani        | C1               | 31         | 16         | CI-C            | 2               | 1               | -                  | -                  | -                  | -           | -           | -           | 33     | 17     |
| Totale Lodigiani | Totale Lodigiani | Totale Lodigiani | 50         | 17         |                 | 6               | 3               |                    | -                  | -                  |             | -           | -           | 56     | 20     |
| 1997-1998        | Lucchese         | B                | 12         | 1          | CI              | 2               | 0               | -                  | -                  | -                  | -           | -           | -           | 14     | 1      |
| 1998-gen. 1999   | Parma            | A                | 0          | 0          | CI              | 0               | 0               | CU                 | 0                  | 0                  | -           | -           | -           | 0      | 0      |
| gen.-giu. 1999   | Lecce            | B                | 19         | 6          | CI              | -               | -               | -                  | -                  | -                  | -           | -           | -           | 19     | 6      |
| 1999-2000        | Napoli           | B                | 36         | 10         | CI              | 6               | 1               | -                  | -                  | -                  | -           | -           | -           | 42     | 11     |
| 2000-2001        | Napoli           | A                | 3          | 1          | CI              | 2               | 0               | -                  | -                  | -                  | -           | -           | -           | 5      | 1      |
| 2001-2002        | Napoli           | B                | 24         | 11         | CI              | 1               | 2               | -                  | -                  | -                  | -           | -           | -           | 25     | 13     |
| 2002-2003        | Napoli           | B                | 27         | 8          | CI              | 3               | 0               | -                  | -                  | -                  | -           | -           | -           | 30     | 8      |
| Totale Napoli    | Totale Napoli    | Totale Napoli    | 90         | 30         |                 | 12              | 3               |                    | -                  | -                  |             | -           | -           | 102    | 33     |
| 2003-2004        | Reggina          | A                | 16         | 1          | CI              | 1               | 0               | -                  | -                  | -                  | -           | -           | -           | 17     | 1      |
| 2004-2005        | Genoa            | B                | 29         | 18         | CI              | 0               | 0               | -                  | -                  | -                  | -           | -           | -           | 29     | 18     |
| 2005-2006        | Torino           | B                | 29+2       | 7          | CI              | -               | -               | -                  | -                  | -                  | -           | -           | -           | 31     | 7      |
| 2006-2007        | Torino           | A                | 32         | 4          | CI              | 2               | 0               | -                  | -                  | -                  | -           | -           | -           | 34     | 4      |
| 2007-2008        | Torino           | A                | 21         | 3          | CI              | 1               | 0               | -                  | -                  | -                  | -           | -           | -           | 22     | 3      |
| 2008-2009        | Torino           | A                | 29         | 2          | CI              | 2               | 0               | -                  | -                  | -                  | -           | -           | -           | 31     | 2      |
| Totale Torino    | Totale Torino    | Totale Torino    | 111+2      | 16         |                 | 5               | 0               |                    | -                  | -                  |             | -           | -           | 118    | 16     |
| 2009-2010        | Frosinone        | B                | 14         | 4          | CI              | 0               | 0               | -                  | -                  | -                  | -           | -           | -           | 14     | 4      |
| 2010-2011        | Frosinone        | B                | 20         | 2          | CI              | 0               | 0               | -                  | -                  | -                  | -           | -           | -           | 20     | 2      |
| Totale Frosinone | Totale Frosinone | Totale Frosinone | 34         | 6          |                 | 0               | 0               |                    | -                  | -                  |             | -           | -           | 34     | 6      |
| Totale carriera  | Totale carriera  | Totale carriera  | 361        | 94         |                 | 26              | 7               |                    | -                  | -                  |             | -           | -           | 387    | 101    |

### Statistiche da allenatore
Statistiche aggiornate al 21 maggio 2025.
| Stagione            | Squadra           | Campionato        | Campionato | Campionato | Campionato | Campionato | Coppe nazionali | Coppe nazionali | Coppe nazionali | Coppe nazionali | Coppe nazionali | Coppe continentali | Coppe continentali | Coppe continentali | Coppe continentali | Coppe continentali | Altre coppe | Altre coppe | Altre coppe | Altre coppe | Altre coppe | Totale | Totale | Totale | Totale | % Vittorie | Piazzamento       |
| Stagione            | Squadra           | Comp              | G          | V          | N          | P          | Comp            | G               | V               | N               | P               | Comp               | G                  | V                  | N                  | P                  | Comp        | G           | V           | N           | P           | G      | V      | N      | P      | %          | Piazzamento       |
| ------------------- | ----------------- | ----------------- | ---------- | ---------- | ---------- | ---------- | --------------- | --------------- | --------------- | --------------- | --------------- | ------------------ | ------------------ | ------------------ | ------------------ | ------------------ | ----------- | ----------- | ----------- | ----------- | ----------- | ------ | ------ | ------ | ------ | ---------- | ----------------- |
| 2012-2013           | Frosinone         | 1D                | 30         | 10         | 11         | 9          | CI+CI-LP        | 2+1             | 1+0             | 0+0             | 1+1             | -                  | -                  | -                  | -                  | -                  | -           | -           | -           | -           | -           | 33     | 11     | 11     | 11     | 33,33      | 7º                |
| 2013-2014           | Frosinone         | 1D                | 32+5       | 18+3       | 8+2        | 6          | CI+CI-LP        | 4+4             | 3+2             | 0+2             | 1+0             | -                  | -                  | -                  | -                  | -                  | -           | -           | -           | -           | -           | 45     | 26     | 12     | 7      | 57,78      | 2º (prom.)        |
| 2014-2015           | Frosinone         | B                 | 42         | 20         | 11         | 11         | CI              | 1               | 0               | 1               | 0               | -                  | -                  | -                  | -                  | -                  | -           | -           | -           | -           | -           | 43     | 20     | 12     | 11     | 46,51      | 2º (prom.)        |
| 2015-2016           | Frosinone         | A                 | 38         | 8          | 7          | 23         | CI              | 1               | 0               | 1               | 0               | -                  | -                  | -                  | -                  | -                  | -           | -           | -           | -           | -           | 39     | 8      | 8      | 23     | 20,51      | 19º (retr.)       |
| Totale Frosinone    | Totale Frosinone  | Totale Frosinone  | 147        | 59         | 39         | 49         |                 | 13              | 6               | 4               | 3               |                    | -                  | -                  | -                  | -                  |             | -           | -           | -           | -           | 160    | 65     | 43     | 52     | 40,63      |                   |
| lug.-nov. 2016      | Bari              | B                 | 13         | 4          | 4          | 5          | CI              | 2               | 1               | 0               | 1               | -                  | -                  | -                  | -                  | -                  | -           | -           | -           | -           | -           | 15     | 5      | 4      | 6      | 33,33      | Eson.             |
| apr.-giu. 2018      | Palermo           | B                 | 4+4        | 2+2        | 2+1        | 0+1        | CI              | -               | -               | -               | -               | -                  | -                  | -                  | -                  | -                  | -           | -           | -           | -           | -           | 8      | 4      | 3      | 1      | 50,00      | Sub., 4º          |
| set. 2018-apr. 2019 | Palermo           | B                 | 27         | 13         | 10         | 4          | CI              | -               | -               | -               | -               | -                  | -                  | -                  | -                  | -                  | -           | -           | -           | -           | -           | 27     | 13     | 10     | 4      | 48,15      | Sub., Eson.       |
| Totale Palermo      | Totale Palermo    | Totale Palermo    | 35         | 17         | 13         | 5          |                 | -               | -               | -               | -               |                    | -                  | -                  | -                  | -                  |             | -           | -           | -           | -           | 35     | 17     | 13     | 5      | 48,57      |                   |
| feb.-giu. 2020      | Ascoli            | B                 | 5          | 0          | 2          | 3          | CI              | -               | -               | -               | -               | -                  | -                  | -                  | -                  | -                  | -           | -           | -           | -           | -           | 5      | 0      | 2      | 3      | &0,00      | Sub., Resc. cons. |
| gen.-giu. 2021      | Arezzo            | C                 | 19         | 4          | 7          | 8          | CI              | -               | -               | -               | -               | -                  | -                  | -                  | -                  | -                  | -           | -           | -           | -           | -           | 19     | 4      | 7      | 8      | 21,05      | Sub. 20º (retr.)  |
| gen.-giu. 2022      | Reggina           | B                 | 18         | 7          | 4          | 7          | CI              | -               | -               | -               | -               | -                  | -                  | -                  | -                  | -                  | -           | -           | -           | -           | -           | 18     | 7      | 4      | 7      | 38,89      | Sub., 14º         |
| feb.-apr. 2023      | Benevento         | B                 | 9          | 1          | 3          | 5          | CI              | -               | -               | -               | -               | -                  | -                  | -                  | -                  | -                  | -           | -           | -           | -           | -           | 9      | 1      | 3      | 5      | 11,11      | Sub., Dimiss.     |
| apr.-giu. 2024      | Vis Pesaro        | C                 | 4+2        | 2+1        | 0          | 2+1        | CI-C            | -               | -               | -               | -               | -                  | -                  | -                  | -                  | -                  | -           | -           | -           | -           | -           | 6      | 3      | 0      | 3      | 50,00      | Sub., 17º         |
| 2024-2025           | Vis Pesaro        | C                 | 38+6       | 15+2       | 13+2       | 10+2       | CI-C            | 1               | 0               | 0               | 1               | -                  | -                  | -                  | -                  | -                  | -           | -           | -           | -           | -           | 45     | 17     | 15     | 13     | 37,78      | 6º                |
| 2025-2026           | Vis Pesaro        | C                 | 0          | 0          | 0          | 0          | CI-C            | 1               | 0               | 0               | 1               | -                  | -                  | -                  | -                  | -                  | -           | -           | -           | -           | -           | 1      | 0      | 0      | 1      | &0,00      | in corso          |
| Totale Vis Pesaro   | Totale Vis Pesaro | Totale Vis Pesaro | 50         | 20         | 15         | 15         |                 | 2               | 0               | 0               | 2               |                    | -                  | -                  | -                  | -                  |             | -           | -           | -           | -           | 52     | 20     | 15     | 17     | 38,46      |                   |
| Totale carriera     | Totale carriera   | Totale carriera   | 296        | 112        | 87         | 97         |                 | 17              | 7               | 4               | 6               |                    | -                  | -                  | -                  | -                  |             | -           | -           | -           | -           | 313    | 119    | 91     | 103    | 38,02      |                   |

## Palmarès

### Allenatore

#### Club

##### Competizioni giovanili
- Campionato nazionale Dante Berretti: 1

Frosinone: 2011-2012

#### Individuale
- Panchina d'oro Prima Divisione: 1

2013-2014
- Panchina d'argento: 1

2014-2015